# 福岡県道235号小山田東八田線
福岡県道235号小山田東八田線（ふくおかけんどう235ごう おやまだひがしはったせん）は、福岡県築上郡築上町を通る一般県道である。

## 概要
築上町小山田の奥から国道10号東八田交差点築城駅に至る。築上町築城で福岡県道58号椎田勝山線、広末で福岡県道238号豊津椎田線と接続する。広末交差点からは片側1車線となり旧築城町立小山田小学校跡を過ぎた所で、京築広域農道と接続する。

### 路線データ
- 起点：福岡県築上郡築上町大字小山田
- 終点：福岡県築上郡築上町大字東八田（東八田交差点、国道10号交点、福岡県道236号東八田宇留津椎田線起点）

## 路線状況

### 重複区間
- 福岡県道238号豊津椎田線（築上郡築上町大字広末）

## 地理

### 通過する自治体
- 築上郡築上町

### 交差する道路
| 交差する道路                             | 交差する場所 | 交差する場所        |
| ---------------------------------------- | ------------ | ------------------- |
| 京築広域農道                             | 小山田       |                     |
| 福岡県道238号豊津椎田線 重複区間起点     | 大字広末     |                     |
| 福岡県道238号豊津椎田線 重複区間終点     | 大字広末     |                     |
| 福岡県道58号椎田勝山線                   | 大字築城     | 築城大橋東交差点    |
| 福岡県道210号築城停車場線                | 大字築城     | 築城駅前交差点      |
| 国道10号 福岡県道236号東八田宇留津椎田線 | 大字東八田   | 東八田交差点 / 終点 |

### 交差する鉄道
- 日豊本線

### 沿線
- JR九州日豊本線 築城駅
- 旧築城町役場
- 京築広域圏豊前消防署西部分署